# Лейк-Віннебаґо
Лейк-Віннебаґо (англ. Lake Winnebago) — місто (англ. city) в США, в окрузі Кесс штату Міссурі. Населення — 1433 особи (2020).

## Географія
Лейк-Віннебаґо розташований за координатами 38°49′13″ пн. ш. 94°21′42″ зх. д. / 38.82028° пн. ш. 94.36167° зх. д. (38.820324, -94.361788).  За даними Бюро перепису населення США в 2010 році місто мало площу 7,06 км², з яких 5,91 км² — суходіл та 1,15 км² — водойми.

## Демографія

### Перепис 2010
Згідно з переписом 2010 року, у місті мешкала 1131 особа в 456 домогосподарствах у складі 378 родин. Густота населення становила 160 осіб/км².  Було 496 помешкань (70/км²).
Расовий склад населення:
| - 97,7 % — білих - 0,4 % — вихідців з тихоокеанських островів - 0,2 % — чорних або афроамериканців - 0,2 % — азіатів - 0,1 % — корінних американців |

До двох чи більше рас належало 1,0 %. Частка іспаномовних становила 1,6 % від усіх жителів.
За віковим діапазоном населення розподілялося таким чином: 20,1 % — особи молодші 18 років, 59,7 % — особи у віці 18—64 років, 20,2 % — особи у віці 65 років та старші. Медіана віку мешканця становила 50,9 року. На 100 осіб жіночої статі у місті припадало 91,4 чоловіків;  на 100 жінок у віці від 18 років та старших — 97,8 чоловіків також старших 18 років.
Середній дохід на одне домашнє господарство  становив 145 839 доларів США (медіана — 99 821), а середній дохід на одну сім'ю — 159 880 доларів (медіана — 103 359). Медіана доходів становила 83 583 долари для чоловіків та 56 250 доларів для жінок. За межею бідності перебувало 1,2 % осіб, у тому числі 1,8 % дітей у віці до 18 років та 0,0 % осіб у віці 65 років та старших.
Цивільне працевлаштоване населення становило 661 осіб. Основні галузі зайнятості: освіта, охорона здоров'я та соціальна допомога — 25,6 %, фінанси, страхування та нерухомість — 14,2 %, науковці, спеціалісти, менеджери — 11,0 %, мистецтво, розваги та відпочинок — 9,7 %.

### Перепис 2000
За даними перепису 2000 року
на території муніципалітету мешкало 902 людей, було 350 садиб та 289 сімей.
Густота населення становила 185,2 осіб/км². З 350 садиб у 27,7% проживали діти до 18 років, подружніх пар, що мешкали разом, було 77,4%,
садиб, у яких господиня не мала чоловіка — 2,9%, садиб без сім'ї — 17,4%.
Власники 6,6% садиб мали вік, що перевищував 65 років, а в 14,6% садиб принаймні одна людина була старшою за 65 років. Кількість людей у середньому на садибу становила 2,58, а в середньому на родину 2,84.
Середній річний дохід на садибу становив 78 478 доларів США, а на родину — 87 150 доларів США. Чоловіки мали дохід 56 500 доларів, жінки — 37 361 доларів.